# Kaag en Braassem
Kaag en Braassem – gmina w prowincji Holandia Południowa w Holandii.

## Miejscowości
Hoogmade, Kaag, Leimuiden, Nieuwe Wetering, Oud Ade, Oude Wetering, Rijnsaterwoude, Rijpwetering, Roelofarendsveen (siedziba gminy), Woubrugge.